# John de la Pole (2e duc de Suffolk)
Pour l’article homonyme, voir John de la Pole.
Titre
Duc de Suffolk
23 mars 1463 – mai 1492
(29 ans, 1 mois et 21 jours)
John de la Pole, né le 27 septembre 1442 et mort en mai 1492, 2e duc de Suffolk et chevalier de l'ordre de la Jarretière, était surnommé le « duc manœuvrier ». Partisan de la Maison d’York à la fin de la Guerre des Deux-Roses, il obtint d’Édouard IV le rétablissement à son bénéfice des titres de son père.

## Biographie
John était le seul fils de William de la Pole (1396-1450), 1er duc de Suffolk, et d’Alice Chaucer († 1475), petite-fille de l'écrivain Geoffrey Chaucer. Il fut marié à Margaret Beaufort, une riche héritière, elle aussi une enfant, le 7 février 1450. Mais une bulle papale de Nicolas V annula le mariage. En 1453, le roi Henri VI la fiança à son propre demi-frère, Edmond Tudor, éloignant ainsi de John de la Pole un parti considérable, lui qui n'avait que de maigres revenus.
Alors que le duc Richard d’York avait été l’ennemi mortel de son père, William de la Pole (décapité en 1450), John de la Pole prit parti pour la Maison d'York dans la guerre des Deux-Roses.
Avant février 1458, John épousa la duchesse de Suffolk Élisabeth d'York, l’une des deux filles orphelines de Richard d'York et de Cécile Neville. Elle était la sœur d’Édouard IV et de Richard III. John fut ainsi le beau-frère de deux souverains d'Angleterre.
Le duché de Suffolk avait été supprimé avec l’exécution du père de John de la Pole. Édouard IV le rétablit, et John fut de nouveau investi du titre de duc de Suffolk par lettres patentes en date du 23 mars 1463. Il fut nommé connétable du château de Wallingford et fut détenteur de l’Honneur de Wallingford. En 1472 il était fait chevalier de l'Ordre de la Jarretière et nommé grand intendant de l’Université d'Oxford. Il fut par intervalles Lord lieutenant d'Irlande.
Il fit sa soumission à Henri VII à l’issue de Bosworth Field, et devait toujours le servir avec loyauté, malgré l’implication de trois de ses fils dans des rébellions.
Il fut inhumé à Wingfield (Suffolk).

## Descendance
On lui connaît onze enfants, tous d’Élisabeth:
- John de la Pole (né vers 1462-16 juin 1487), 1er comte de Lincoln, héritier désigné de son oncle Richard III, il épousa Lady Margaret FitzAlan dont il eut un fils, Édouard de la Pole, décédé prématurément.
- Geoffrey de la Pole (né en 1464, décédé prématurément).
- Édouard de la Pole (1466-1485), archidiacre de Richmond.
- Élisabeth de la Pole (née vers 1468-1489), épousa Henry Lovel (1466–1489), 8e baron Morley, sans descendance.
- Edmond de la Pole (1471-30 avril 1513), 3e duc de Suffolk. Prétendant York à la succession de son frère John, il fut décapité sur ordre d'Henri VIII.
- Dorothy de la Pole (née en 1472, décédée prématurément).
- Humphrey de la Pole (1474-1513), entra dans les Ordres.
- Anne de la Pole (1476-1495, nonne).
- Catherine de la Pole (née vers 1477-1513). épousa William Stourton, 5e baron Stourton, sans descendance.
- Sir William de la Pole, chevalier de Wingfield Castle (1478–1539). Emprisonné à la  Tour de Londres, on considère généralement qu'il est décédé vers la fin de l'année 1539, en octobre ou novembre. Épousa Katherine Stourton, sans descendance[2].
- Richard de la Pole (1480-24 février 1525). Prétendant York à la succession d’Edmond, il trouva la mort à la bataille de Pavie.